# バンジョーパイロット
バンジョーパイロット (原題：Banjo-Pilot）はレアが開発、THQが販売したゲームボーイアドバンス用レースゲームである。2005年発売。

## 概要
タイトル名が示す通り、飛行機でのレースゲーム。元々『ディディーコングレーシング』の続編として『ディディーコングパイロット』というタイトルで開発されており、2002年3月4日発売予定だったが、開発途中にレア社の親会社がマイクロソフトに異動した関係でディディーコングの版権が任天堂に移された為に使用不能となり、急遽バンジョー作品として開発されたという経緯を持つ。バンジョーへの転換時にどこまで開発が進んでいたのかは不明だが、ディディーコングレーシング独自の世界観は影を潜めており、非常にバンジョー色の強い仕上りになっている。
開発が早かった為か、急な方針転換の為か、この時期の作品としては画質や音質は悪い部類に入る。ただし、デモ画面など比較的後期に製作されたと思われる部分は、同時期発売のリメイク版『スーパードンキーコング3』と比べても遜色無い。
GBAというハードの制約上、高低差の表現が難しい為にコースは平面的で、障害物も少ない。山等の表現も不可能な為、コース外との境界は全て「見えない壁」によってなされている。また、飛行機であるにもかかわらず、何故か地面の影響を受け、路肩に入ると減速するという妙な特徴がある。
現在の所、日本ではグランティの復讐共々販売されていない。

## 登場キャラ
各キャラについてはバンジョーとカズーイの大冒険およびバンジョーとカズーイの大冒険2の項目を参照。

### パイロット
各キャラの飛行機には最高速、加速、旋回の3項目があり、その総合で最終的な性能が決定される。
バンジョー
比較的安定した性能を持つ。良くも悪くも特徴は無い。最高速3、加速3、旋回2。
カズーイ
加速、旋回が高いので初心者でも扱いやすいが、最高速は多少劣る。最高速2、加速3、旋回4。
マンボ・ジャンボ
スペック上は最高速3、加速2、旋回3だが、実際にはバンジョーと大差ない。
ジンジョー
性能はかなり極端で最高速1、加速4、旋回5。カーブが多いコース向き。
フンバ・ウンバ
最高速1、加速5、旋回5となっており、ジンジョーの上位機の様に見えるが、実際には加速はさほど高くない。
ジョリー・ロジャー
ジンジョーとカズーイの中間的存在。最高速2、加速4、旋回4。
クランゴ
最高速4、加速2、旋回2.やはり、バンジョーと大差ない。
グランチルダ
これも非常に極端で、最高速5、加速1、旋回1.上級者向きの機体。また、グランティグランプリの主催者でもある。

### その他
ボトルズ
司会、進行を務める。しかし、一定条件を満たすと使用可能になる。隠しキャラだけあって非常に性能が良い機体に乗っており、最高速5、加速4、旋回4。
チイト
無くなったページを探している。持って行くと、ページと引き換えにして、様々な特典をくれる。
キングジンガリン
ジンジョーグランプリの主催者。
グリーングローボー
コース中に出現し、撃つと緑のダッシュゾーンが現れる。チイトの景品の1つ。
パープルグローボー
撃つと紫のダッシュゾーンが現れる。その他はグリーングローボーと同じ。
ゴビ
コース内に立っている。当たるとクラッシュ。
エスプレッソ？
エスプレッソはスーパードンキーコングに登場したダチョウであるが、姿が非常に似ているキャラが登場する。ゴビ同様、当たるとクラッシュ。

## アイテム
所々に浮かんでいるハチミツブロックを取るとルーレットが始まり、止まった所のアイテムが手に入る。
火球
アイコンはファイアーエッグ。前方にいる敵を追尾し、クラッシュさせる。ただし、追尾能力はさほど高くない。
アイスキューブ
アイコンはアイスエッグ。使った所に浮遊し続け、ぶつかった後続機をクラッシュさせる。また、火球やUFOを破壊できる。
UFO
アイコンもUFO。1位の飛行機の所へ飛んで行き、クラッシュさせる。
ダッシュ
アイコンはターボブーツ。一時的に猛加速する。また、火球やUFOを振り切る事ができる。
雷
アイコンはミンジージョンゴ。一時的に自機以外の飛行機の最高速が落ちる。
無敵
アイコンは金の羽。一定時間無敵になり、最高速も上がる。また、地形による速度の変化を受けなくなる。
3連火球
アイコンはファイアーエッグ×3。3回火球が撃てる。
3連アイスキューブ
アイコンはアイスエッグ×3。3つアイスキューブが出せる。

## 仕掛け
ダッシュゾーン（黄）
くぐると猛加速する。デザインはディディーコングレーシングの物と同じで、数少ない同作品の遺物。
ダッシュゾーン（緑）
くぐると無敵＋自動操縦となり、非常に有利になる。ただし、自動操縦中にはアイテムを取れない。また、無敵状態の方が2秒程早く解ける為、多少の隙が出来る。
ダッシュゾーン（紫）
くぐると連続でダッシュゾーンが現れ、ショートカットが出来る。
ジグソーピース
ジギーチャレンジに登場。1コースに6個現れるが、取る順番は関係無い。

## ゲームモード

### グランプリ
8人のパイロット達と4つのコースを連続で戦う。ゲームはゴール順位によって1位10ポイント、2位8ポイント、3位6ポイント、以下1ポイントずつ減というポイント制になっており、4コース終了時の合計得点で順位が決まる。なお、セーブは1コース終了毎にされる。
プレイヤーが3位以内に入るとボスとの戦いが始まり、それに勝利する事でトロフィーが手に入る。トロフィーは順位に対応して金、銀、銅の3色が存在する他、4コースを全て1位で通過した場合のみプラチナのトロフィーが手に入る。
コースは4コース×8カップの32種類が用意される。ただし最初から遊べるのは1カップのみで、クリアする毎に1カップずつ増えてゆく。また、全てクリアするとエクストラカップとして2種類のグランプリが追加される。

### クイックレース
プレイヤーが選んだコースのみを遊べる。グランプリ同様8人でレースをするが、ポイントは存在しない。また、選べるのはグランプリで遊んだ事のあるコースに限られる。

### タイムトライアル
各コースのクリアタイムと1周ごとのタイムをそれぞれ計測できる。やはり、プレイできるのはグランプリで遊んだ事のあるコースに限られる。

### ジギーチャレンジ
各コースを3周する間に6枚のジグソーピースを集める。ただし、1機だけ敵機が飛んでいるので、それに勝たないとクリアしたことにはならない。これもプレイできるのはグランプリで遊んだ事のあるコースのみ。

### マルチプレイヤー
複数の人間と対戦できる。対戦には1人毎に1本のソフトが必要。（詳細不明）

## グランプリモードでのコース区分

### ボトルズグランプリ
ハニカムカップ
- コース1：クルクル山
- コース2：ジンクシーの砂丘
- コース3：フローズンズンやま
- コース4：ホットアイス山ホットサイド
- ボス：カズーイ

ジグソーカップ
- コース1：おたからざくざくびーち
- コース2：クランカーの川
- コース3：グランティさんぎょう
- コース4：ゴビバレーさばく
- ボス：フンバ・ウンバ

ハチの巣カップ
- コース1：凍結の炉
- コース2：マヤヤンしんでん
- コース3：Steamy Vents
- コース4：ジョリーのラグーン
- ボス：バンジョー

フェザーカップ
- コース1：ウイッチわーるど
- コース2：Breegull Beach
- コース3：テリー恐竜ランド
- コース4：マジョのおしろ
- ボス：ボトルズ

### グランティグランプリ
全てボトルズグランプリのコースの反転となっている
パンプキンカップ
- コース1：クルクル山R（REVERSEの略と思われる）
- コース2：ジンクシーの砂丘R
- コース3：フローズンズンやまR
- コース4：ホットアイス山ホットサイドR
- ボス：ジョリー・ロジャー

大なべカップ
- コース1：おたからざくざくびーちR
- コース2：クランカーの川R
- コース3：グランティさんぎょうR
- コース4：ゴビバレーさばくR
- ボス：マンボ・ジャンボ

ガイコツカップ
- コース1：凍結の炉R
- コース2：マヤヤンしんでんR
- コース3：Steamy Vents R
- コース4：ジョリーのラグーンR
- ボス：クランゴ

ホウキカップ
- コース1：ウイッチわーるどR
- コース2：Breegull Beach R
- コース3：テリー恐竜ランドR
- コース4：マジョのおしろR
- ボス：グランチルダ

### エンドランスグランプリ
基本16コースを連続で戦う。その他は上2つと同じ。

### ジンジョーグランプリ
パイロットはプレイヤー以外全てジンジョーとなる。6コースで1セット。ジンジョー達は非常に速いので、ボトルズ以外では太刀打ち出来ない。